# Lara Nobre
Lara Nobre Cardoso Gonçalves Filomeno est une joueuse brésilienne de volley-ball née le 11 février 1989 à São Paulo. Elle mesure 1,88 m et joue au poste de centrale.

## Clubs
| Club                       | De        | À         |
| -------------------------- | --------- | --------- |
| Club Athletico Paulistano  |           | 2007-2008 |
| São Caetano                | 2008-2009 | 2009-2010 |
| Santa Catarina VC          | 2010-2011 | 2010-2011 |
| Mackenzie Esporte Clube    | 2011-2012 | 2011-2012 |
| EC Pinheiros               | 2012-2013 | 2013-2014 |
| Osasco Voleibol Clube      | 2014-2015 | 2014-2015 |
| Esporte Clube Pinheiros    | 2015-2016 | 2015-2016 |
| Fluminense Football Club   | 2016-2017 | 2018-2019 |
| Rio de Janeiro Volêi Clube | 2019-2020 | 2019-2020 |
| Minas Tênis Clube          | 2020-2021 | …         |

## Palmarès
- Championnat sud-américain des clubs
  - Finaliste : 2015.
- Championnat du Brésil
  - Finaliste : 2015.
- Coupe du Brésil
  - Vainqueur : 2020.
- Supercoupe du Brésil
  - Finaliste : 2015